# Synagoge (Schopfloch)

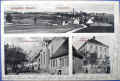
Ansichtskarte von 1907 mit der Synagoge

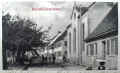
Ausschnittsvergrößerung der Synagoge

Die Synagoge in Schopfloch, einer Marktgemeinde im mittelfränkischen Landkreis Ansbach in Bayern, wurde 1877 errichtet. Die Synagoge, die an der heutigen Bahnhofstraße 5 stand, wurde 1939 abgebrochen.

## Geschichte
Aufgrund der politischen Verhältnisse des 17. und 18. Jahrhunderts, durch die Schopfloch in zwei Grundherrschaften aufgeteilt war, entstanden im Ort zwei jüdische Gemeinden. 1679 wurde im oettingischen Teil unter finanzieller Beteiligung der markgräflichen Juden eine erste Synagoge für die Juden beider Herrschaften errichtet. Im Jahr 1877 wurde dieses Synagogengebäude in der damaligen Judengasse (1881 mit Einverständnis der jüdischen Bewohner in Bahnhofstraße umbenannt) abgebrochen und ein Neubau errichtet. 1932 wurde das Gebäude renoviert.

### Zeit des Nationalsozialismus
Die Synagoge wurde nach dem Wegzug der meisten jüdischen Gemeindeglieder im Sommer 1938 verkauft. Die Ritualien kamen im August 1938 nach München, wo sie beim Novemberpogrom 1938 zerstört wurden. Die Synagoge in Schopfloch wurde beim Novemberpogrom 1938 angezündet, der Brand wurde jedoch von der Feuerwehr gelöscht. Im Frühjahr 1939 wurde die Inneneinrichtung zerstört und das Synagogengebäude wurde wenig später abgebrochen.

## Beschreibung
Der freistehende Bau aus Sandsteinmauerwerk hatte eine Länge von 13,45 m und eine Breite von 9,60 m. Die straßenseitige Fassade besaß drei hohe Rundbogenfenster mit profiliertem Gewände. Im Giebelfeld befand sich ein Rundfenster, der Giebel wurde von den Gesetzestafeln bekrönt. Das mittlere Fenster wurde in einen Risalit mit einem kleinen Satteldach integriert. Im Inneren trugen schlanke Säulen die dreiseitige Frauenempore.   

## Gedenken
An die zerstörte Synagoge erinnert ein Gedenkstein, der sich vor dem Gebäude Bahnhofstraße 5 befindet.